# El Lodge
El Lodge es un hotel de 5 estrellas localizado en la localidad granadina de Monachil, España. Situado en Sierra Nevada, en pleno Parque nacional de Sierra Nevada, a unos 30 km de Granada. Fue calcinado por un incendio en enero de 2014 sin lamentar daños personales y posteriormente fue reconstruido siendo reinaugurado en diciembre de 2015. El nuevo inmueble está construido casi por entero con madera de alerce finlandés, su interior fue diseñado por el interiorista británico Andrew Martin.

## Historia
El Lodge se asienta en unos terrenos que a mediados de los años 1970 fueron dedicados especulativamente a la construcción de un lujoso resort que atrajera a la Familia real española tras el franquismo, pero no consiguió su objetivo, por lo que fue decayendo primero a un hotel sin pretensiones de lujo y, posteriormente, a un edificio de apartamentos. A pesar de ello, sí que consiguió atraer a otros miembros de la aristocracia de la época, entre ellos a Alfonso de Hohenlohe-Langenburg.
El hotel se construyó en 1995 con ocasión de la celebración del Campeonato Mundial de Esquí Alpino de 1996. Pasó a manos de la sociedad propietaria del Marbella Club hacia 2010 y posteriormente fue remodelado en 2013. Sufrió un incendio la mañana del 22 de enero de 2014, provocado por una de las chimeneas, y que calcinó todo el edificio en cinco horas, mientras alojaba a un total de 32 turistas y 20 empleados se encontraban en su interior. Afortunadamente, no hubo víctimas. Los bomberos tuvieron que acudir desde Granada capital dado que Monachil no dispone de estación de bomberos propia.
El hotel fue reconstruido durante algo menos de dos años y finalmente reabrió sus puertas el 15 de diciembre de 2015. El Lodge cuenta con dos restaurantes, un bar y un lounge.

## Otros hoteles relacionados
- Marbella Club